# آگوست ساکنهایم
آگوست ساکنهایم (انگلیسی: August Sackenheim; ۵ اوت ۱۹۰۵ – ۱۹ آوریل ۱۹۷۹) بازیکن فوتبال اهل آلمان بود.
از باشگاه‌هایی که در آن بازی کرده‌است می‌توان به باشگاه فوتبال درسدنر اشاره کرد.
وی همچنین در تیم ملی فوتبال آلمان بازی کرده‌است.